# ジョナサン・スウィフト
ジョナサン・スウィフト（英語: Jonathan Swift、1667年11月30日 - 1745年10月19日）は、イングランド系アイルランド人の諷刺作家、随筆家、政治パンフレット作者、詩人、および司祭。著名な作品に『ガリヴァー旅行記』『穏健なる提案』『ステラへの消息』『ドレイピア書簡』『書物合戦』『桶物語』などがある。スウィフトは英語の散文で諷刺作品を書いた古今の作家のなかでも第一級といってよいだろうが、詩作のほうはそれほど知られていない。彼は当初すべての著作をレミュエル・ガリヴァー、アイザック・ビッカースタッフ、M・B・ドレイピアなどの筆名もしくは匿名で発表した。
1976年から発行されていたアイルランドの10ポンド紙幣に肖像が使用されていた。

## 生涯

### おいたち
ジョナサン・スウィフトはダブリンのホイズ・コート7番地で、イングランドの移民ジョナサンとアビゲイル・エリック（またはヘリック）・スウィフトの第2子として生まれた（兄は夭逝）。ジョナサンは彼の父が早世してから7ヶ月後に遺腹の子として生まれた。彼の幼時の記録ははっきりせず、のこされた資料は混乱しており、しばしば矛盾している。母はジョナサンがまだ幼かった時、父の家庭のもとで育てられるよう彼を置いてイングランドに帰ったと広く信じられている。伯父ゴドウィンは若きジョナサンの養育に対する第一の責任を負うことになり、従兄弟の一人とともにキルケニー・グラマースクールへと通わせた。

### テンプル卿との出会い

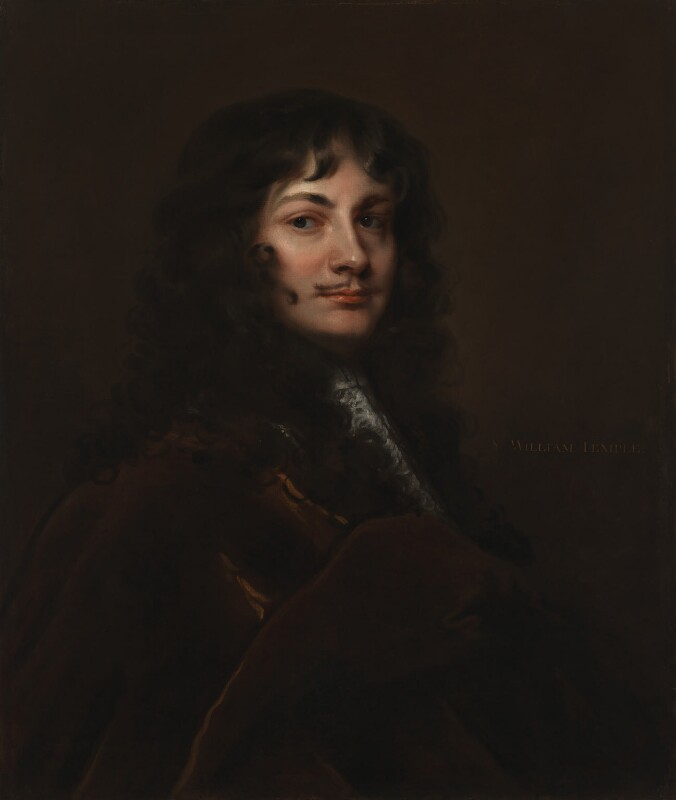
ウィリアム・テンプル

1682年、15歳になった彼はダブリン大学（ダブリンのトリニティ・カレッジ）に通い、1686年にB.A.（学士号）を受けた。1688年、名誉革命にかかわるアイルランドの政治的混乱によって、父祖の故地であるイングランドへと去らざるを得なくなったスウィフトは、修士となるために勉強している時期であった。そこで、幼いときに生き別れたという母と再会しサリー州ムア・パークのウィリアム・テンプル卿の秘書兼助手の地位を得るよう、取りはからった。テンプルは三国同盟 (1668年)を調停したイングランドの往年の外交官で既に引退し、ムア・パークに居を営んで庭の手入れや回想録の執筆にいそしんでいた。スウィフトは次第に雇い主テンプルの信頼を得ると、しばしば非常に重要な問題を任されるようになる。テンプルは3年にわたる親交のうちに、スウィフトを新イングランド王となったウィリアム3世に自身の秘書として紹介し、またスウィフトをロンドンへ派遣しては3年毎の議会の議案を承認するよう王に進言する役割を与えた。
ムア・パークに住居を構えたばかりのスウィフトは、当時8歳のエスター・ジョンソンと出会った。家の使用人の一人娘で父親はいなかった。スウィフトは「ステラ」の愛称を与えて教師、指導者としてふるまい、2人はエスター（ステラ）が先に亡くなるまで、親密な、しかし曖昧な関係を保った。

### アイルランドでの生活
スウィフトは健康上の問題のため、1690年にテンプルの元からアイルランドに去ったが、翌年にはムア・パークへと戻った。その病気、眩暈の発作は今日ではメニエール病として知られているもので、スウィフトを終生絶えず悩まし続けるものであった。テンプルの元での2度目の滞在中、スウィフトは1692年にオックスフォード大学のハートフォード・カレッジでM.A.（修士号）を受けた。その後、スウィフトはどうやらテンプルの後援によってよりよい地位に就くことを諦めてムア・パークを去り、アイルランド教会の司祭に任命され、1694年にはキャリクファーガス近くのキルルートで俸給を定められた。
スウィフトは小さく辺鄙な共同体の中で孤立しており、新たな勤め口は惨めであった。しかし、そこでスウィフトはジェイン・ウェアリングと恋愛関係になった。もし彼女が彼と結婚するなら残ろう、そしてもし彼女が拒絶するなら別れて二度とアイルランドへ帰らないと約束しよう、という彼からの手紙が残っている。彼女はこの返事を拒絶したとされる。なぜなら、スウィフトはその地位を去ってイングランドに戻り、1696年にムア・パークのテンプルの元で働いて、テンプルの死まで残っていたからである。そこで彼はテンプルの回想録と書簡を印刷する準備の支援に取り組んでいた。この間、スウィフトはテンプルの『古代と近代の学問に関する小論』に対する批判に応える諷刺『書物合戦』を著した。しかし、『合戦』は1704年まで出版されなかった。
1699年1月、テンプルは死去した。スウィフトは、ことによると彼の仕事を知ることがイングランドにおけるふさわしい地位を彼にもたらすに違いないという希望をもって、テンプルの回想録の編集を終えるためにしばし滞在した。しかし、スウィフトの仕事は、回想録に含まれる無分別事に異議を唱えるテンプルの遺族や友人たちからは敵視された。彼の次の行動は、心に描いていたテンプルの縁故と、地位を約束されたという信念に基づいてウィリアム3世に謁見することであった。これは悲惨な失敗に終わり、彼はアイルランドの法院長の一人バークリー伯の家付き司祭兼秘書という、かつてよりも劣る地位を受けた。しかし、彼がアイルランドに到着した時、秘書の職は他の者に与えられたことを知った。それでも彼はすぐにララカーやアグハー、ラスベガンでの生活を得、ダブリンの聖パトリック寺院のダンラビンで俸給を得た。
トリムから1、2マイル、ダブリンからは20マイルのララカーで、スウィフトは約15名から成る会衆のために尽力し、そして豊富な余暇を自分の庭の手入れ、運河の掘削（ムア・パークのオランダ式に倣った）、柳の植樹、牧師館の再建に費やした。彼はバークレー卿の牧師としてダブリンで多くの時を過ごし、次の10年にわたって頻繁にロンドンへ旅立った。1701年には、スウィフトは匿名で政治パンフレット「アテナとローマにおける不和抗争についての論説」を印刷した。

### 作家活動の開始
1702年2月、スウィフトはダブリン大学から神学博士の学位を受けた。その年の春、彼はイングランドへ旅行し、10月には当時20歳になったエスター・ジョンソンと、彼女の友人でもう一人のウィリアム・テンプルの使用人、レベッカ・デイングリーを同伴してアイルランドに戻った。スウィフトとステラの関係については数多くの謎と論争がある。多くは、彼らは1716年に密かに結婚していたと考えている。これについてははっきりした証拠はないが、彼女が他の誰よりも彼を慕い、彼の彼女に対する感情が生涯にわたって変わらなかったということに疑問の余地はない。
この数年のイングランド滞在中、スウィフトは『桶物語』と『書物合戦』（1704年）を出版し、作家としての評価を獲得するようになった。これはアレキサンダー・ポープやジョン・ゲイ、ジョン・アルバスノットとの間に親密な長年にわたる友誼をもたらし、1713年に結成されたスクリブレルス・クラブの核を形成した。
スウィフトはこの数年でますます政治的な活動にのめり込むようになった。1707年から1709年まで、また1710年にスウィフトはロンドンに居り、ゴドルフィン卿のホイッグ党政権で、既にイングランドの信徒に授与されて1年におよそ2500ポンドをもたらしたFirst-Fruits and Twentieths（アン女王基金）に対するアイルランドの牧師の批判を促そうとしたが失敗した。

### トーリーの政論家
彼は、野党のトーリー党の指導力がより彼の主張に共鳴することに気付き、トーリー党が1710年に与党となった時、『試験官』の編集者として彼らの主張を支えるために採用された。1711年、スウィフトは政治パンフレット「同盟国の行為」を発行し、フランスとの長引くスペイン継承戦争を終わらせることのできないホイッグ政権を攻撃した。
スウィフトはトーリー党の取り巻きの1人となり、しばしば外務大臣（1710年 - 1715年）のヘンリー・シンジョン（ボリングブルック子爵）と大蔵卿（1711年 - 1714年）のロバート・ハーレー（オックスフォード＝モーティマー伯）との間で調停者としての役割を演じた。スウィフトはこの困難な時にあっての自分の経験と思考を長い一連の手紙に記録してエスター・ジョンソンに送り、後にまとめて『ステラへの消息』として発行した。しかし、ハーレーとシンジョンとの間の敵意は止まず、王位継承問題で決定的に分裂してしまい、1714年にハーレーは指導力の低下からアン女王に見限られ大蔵卿を罷免、同年のアン女王の死とジョージ1世の即位に伴ってホイッグ党が与党の座を奪還、ハーレー・シンジョンらトーリー党の指導者達はフランスとの秘密交渉を行った謀反により裁判にかけられ、ハーレーはロンドン塔へ投獄、シンジョンはジャコバイトと結託して私権を剥奪された。こうしてトーリー党は没落、ホイッグ党による長期政権の幕開けとなった。
さらにロンドンにおけるこの数年の間で、スウィフトはヴァナミリー家と懇意になり、娘の一人エスターとも親密になった。しかしもう一人の父のない娘と曖昧な関係によりスウィフトの伝記を混乱させている。スウィフトはエスターに「ヴァネッサ」の愛称を与え、彼女を彼の詩『キャデナスとヴァネッサ』の主要な登場人物に配した。その詩と彼らの書簡からは、エスターがスウィフトに夢中になり、それで彼は彼女の愛情に報いたものの、後悔してのちに縁を切ろうとしたことが示唆される。エスター・ヴァナミリーは1714年にスウィフトを追ってアイルランドに行き、そこでことによるとエスター・ジョンソンをも含む対面が果たされたようである。エスター・ヴァナミリーは1723年に35歳で死去した。
トーリー党政権の凋落の前、スウィフトはイングランド教会への赴任・昇進を望んでいた。しかし、アン女王はスウィフトが友人のサマセット公チャールズ・シーモアの妻エリザベス・シーモアを戯詩『ウィンザーの予言』で激しく非難したためスウィフトを疎ましく思うようになり、こうした努力を妨害した。結果、スウィフトはダブリンの聖パトリック寺院の首席司祭に転任、ホイッグ党の復帰により昇進の望みを完全に絶たれた。

### 『ガリバー旅行記』の執筆
政治的には敗北者となってしまったスウィフトにとって最善の行動はイングランドを去ることであった。彼は失意のままアイルランドに帰ったが、「穴の鼠のように暮らす」という状態で事実上の追放であった。しかし、一旦アイルランドでスウィフトはパンフレット執筆能力をアイルランドの主張を支援することに振り向け、最も記憶すべき作品群の幾つかを生み出した。『アイルランド製品の広汎な使用の提案』（1720年）、『ドレイピア書簡』（1724年）、そして『穏健なる提案』（1729年）で、彼はアイルランドの愛国者としての地位を得た。
そして、この数年のうちに彼はその最高傑作を書き始めた。『外科医にして諸船の船長レミュエル・ガリヴァーによる世界の諸僻地への四部から成る旅行記』、むしろ『ガリヴァー旅行記』として知られている。ほとんどの題材は、前の10年間における彼の政治的経験が反映されている。例えば、巨大なガリヴァーがリリパットの宮殿の火災を小便で消し止める挿話は、不適切な作法で善い事を行うという、トーリー党の違法な和平条約の隠喩と見ることができる。1726年、彼は『ガリヴァー旅行記』の原稿を携えて、長く延期されていたロンドン訪問を行った。訪問中、彼は旧友アレクサンダー・ポープ、ジョン・アルバスノット、そしてジョン・ゲイのもとに滞在した。彼らはスウィフトの本を匿名で発行する準備を手伝った。最初に1726年11月発行され、その年と翌1727年の早いうちに合計3つの版が出て即座に成功を収めた。1727年にはフランス語、ドイツ語やオランダ語の翻訳も現れ、アイルランドでは海賊出版もなされた。
スウィフトは1727年に1回かそれ以上はロンドンに戻り、再びアレクサンダー・ポープのもとに滞在した。この訪問は、エスター・ジョンソンが瀕死にあるという報せを受けて切り上げられ、スウィフトは彼女のもとに急ぎ帰宅した。1728年1月28日、エスター・ジョンソンは死去した。彼は彼女の病床で祈り、彼女の慰安のため祈禱を行いさえしたが、スウィフトは臨終に居合わせているのに堪えることができなかった。しかし、その夜の彼女の死に際して、彼は非常に興味深い『ジョンソン夫人の死』を書き始めた。彼は聖パトリック寺院の葬儀に出席していられないほど具合が悪かった。後年、彼の机の中からエスター・ジョンソンのものと思われる一房の髪が、「一人の女の髪にすぎぬ」と書かれた紙に包まれて発見された。

### 最期
エスターの死後、スウィフトの人生は「死」に覆われる傾向をもつようになった。1731年、彼は『スウィフト博士の死を悼む詩』を書き、1739年には自ら自分の死亡記事を出した。1732年、彼のよき友人にして協力者ジョン・ゲイが死去した。1735年、ロンドン時代からのもう1人の友人ジョン・アルバスノットが死去した。1738年にはスウィフトに病気の徴候が顕れ、1742年に彼は病気の発作を患い、会話する能力を失うとともに精神障害になるという最大の恐怖が実現化した（「私はあの樹に似ている」と彼はかつて言った。「頭から先に参るのだ」）。この偉大な男を餌食にしようとし始めた恥知らずな取巻きから彼を守るため、彼の最も親しい仲間たちは彼に「不安定な精神と記憶力」と宣言させた。1744年、アレクサンダー・ポープが死去した。そして1745年10月19日、スウィフトは死去した。彼は希望に従ってエスター・ジョンソンの傍に葬られた。彼の財産は大半が精神病院の創設資金に残された。

## 墓碑銘
原典は、ジョージ・A・エイトケンによる『ステラへの消息』の序文その他から引用した。
スウィフトは彼自身の墓碑銘を書き、それをウィリアム・バトラー・イェーツはラテン語から翻訳した。
Hic depositum est corpus
JONATHAN SWIFT S.T.D.
Huyus Ecclesiae Cathedralis
Decani
Ubi saeva indignatio
Ulterius
Cor lacerare nequit
Abi Viator
Et imitare, si poteris
Strenuum pro virili
Libertatis Vindicatorem
イェーツの翻訳
Swift has sailed into his rest.
Savage indignation there
cannot lacerate his breast.
Imitate him if you can,
world-besotted traveller.
He served human liberty.
日本語訳
スウィフトは休息に入った。
そこでは激しい憤怒に
胸を切り裂かれることもない。
もしできることなら彼を真似てくれ、
世界に夢中になっている旅人よ、
人間の自由のために尽したこの男を。

## 著作

### 主要な散文作品について
ジョナサン・スウィフトは多作な作家であった。彼の最近の散文作品集（ハーバード・デイビス編、バジル・ブラックウェル、1965年-）は14巻から成る。彼の全詩の近年の版（パット・ロッジス編、ペンギン叢書、1983年）は、953ページの厚さになる。彼の書簡集の一版（ディヴィッド・ウリー編、P・ラング、1999年）は3巻を占める。
ジョナサン・スウィフトの著作の主題やテーマは、大概彼の人生における出来事や関心事を辿っているようだ。これは、彼の批評家がその作品群の本当の意味を明らかにする手段として、伝記や確定した事実、そして多くの議論ある事項に大いに注意を払う理由の一つである。ことによると過剰な簡略化かもしれないが、彼の最初期の作品からは、いかに彼の人生における哲学論の学問的興味を示しているかを見ることができ、聖職者と陳情者の双方としての教会との関係に移り、次いでその筆をトーリー党に傾けて政治的問題に転じ、そして最終的には彼が流された国の弁護に立ってアイルランドの人々の問題を取り上げた。こうした大きな流れの至るところに、スウィフトの精神生活に関するじれったくもはっきりしないヒントを与える個人的な著述がある。
『次なる年の予言』
1708年、ジョン・パートリッジという名の無学な靴直しが占星術の予言に関する通俗暦を出版した時、スウィフトはアイザック・ビッカースタッフとして『次なる年の予言』を出し、パートリッジは3月29日に死ぬだろうというパロディ予言でパートリッジを攻撃した。スウィフトはさらに引き続いて3月30日にパンフレットを発行し、パートリッジは実際に死んだと主張した。これとは反対のパートリッジの声明にもかかわらず、それは広く信じられた。
『ドレイピア書簡』、『穏健なる提案』
『ドレイピア書簡』（1724年）では、イングランド政府によってウィリアム・ウッドに認可されたアイルランドに対する銅貨鋳造の独占に反対した。1729年には、スウィフトは『穏健なる提案』を書いた。これは提案を作成するに先立ってアイルランドを注意深く研究した知的かつ客観的な「政治的算術家」によって書かれたものと推定される。著者は人口過剰及び栄養不足人口の増加という両方の問題について、冷静に一つの解決法を提案している。それは、そうしなければ飢えるか酷使される彼らの子供たちを飼育し、もって一般大衆の食用に供することである。『穏健なる提案』（1729年）において語り手は、アイルランドの貧困は彼らの幼子を富貴層の食料として飼育することによって解決されうると、意図的にグロテスクな論理で推奨している。
『ガリヴァー旅行記』
『ガリヴァー旅行記』は1726年に発行された。日本では子供向け文学、あるいは絵本として翻訳される事が多く、原著も子供向けの本と誤認される事が多い。しかし実際は大いなる時事諷刺であり、性的なものも含めて子供には解せない内容を含んでいる。『ガリヴァー旅行記』とは厭人的な人間性の解剖、冷笑の眼鏡である。それは読者に本書を反駁してくれるよう、そしてそれが人間性や社会を適切に特徴づけていないと否定するよう求める。これら四冊の本はいずれも異なったテーマを有するが、すべて人間の矜持を挫く試みである。
『桶物語』
スウィフトの最初の主要な散文作品『桶物語』は、彼がのちの仕事に活用することになる多くのテーマや文体の技巧を示している。標的にひどく辛辣で時に厳しく批判的である一方で、やたらと遊び心に満ち、滑稽である。『物語』の主要な筋は、父から遺産としてめいめいコートを受け取り、たとえ何であっても代わりのないものを作るよう指図された、キリスト教の主要な考え方を象徴する三人の息子の手柄を詳しく述べるものである。ところが、息子たちはすぐに彼らのコートが当世の流行遅れと知って、必要な仕立て直しを許容するよう父の遺言の抜け穴を探し始める。それぞれが父の戒めを逃れる己自身の手段を見つけると、彼らは権力と支配を求めて互いに争う。この話に挟まれて、章を改めるたびにスウィフトは様々な主題に関する一連の風変わりな「論説」を含めている。
『書物合戦』
1960年、スウィフトの後援者ウィリアム・テンプル卿は、『ファラリス書簡』を模範として称揚し古典を弁護する『古代と近代の学問に関する小論』を刊行した（古典と近代論争を参照）。ウィリアム・ウォットンは『古代と近代の学問に関する感想』でテンプルに応じ、その『書簡』が後世の贋作であることを示した。古代の支持者による返答は、チャールズ・ボイル（後の四代目オーラリー伯にしてスウィフトの最初の伝記作家）によってなされた。なおも現代側による逆襲は、その時代の傑出した学者の一人、リャード・ベントリーの随想『ファラリス書簡論』より来た。しかしながら、この論題に関する掉尾を飾るのは、テンプルと古代の主張にかわってユーモラスな弁護をなしたスウィフトの『書物合戦』（1697年）である。

### 著作一覧
日付はもっぱらハーバート・ディヴィス編集の『スウィフト 詩作品集』に加え、ノートン批評とオックスフォード作家集のスウィフト作品一巻本に拠った。

#### 散文作品
- A Tale of a Tub （桶物語）1696年 （1704年出版）
- The Battle of the Books （書物合戦、または書物戦争）1697年 （1704年出版）
- "When I Come to Be Old"（私が年老いた時）1699年
- "Sentiments of a Church of England Man"（英国国教会人の感傷）1708年
- "Bickerstaff/Partridge" papers （ビッカースタッフ／パートリッジ紙）1708年
- Examiner （試験官）1710 -
- The Conduct of the Allies （同盟国の行為）1711
- Correcting the English Tongue （英語の修正）1712
- Public Spirit of the Whigs（ホイッグ党の公共心） 1714
- Gulliver's Travels（ガリヴァー旅行記） 1726年
- A Complete Collection Of Genteel and Ingenious Conversation （気取った巧みな会話の全集）1738

#### 随筆・小冊子・パンフレット・定期刊行物
いか、特筆する場合を除き、リンク元は英語版である。
- "A Meditation upon a Broomstick"（箒の柄の上の瞑想、1703年-1710年）原文：Blackmask
- "A Tritical Essay upon the Faculties of the Mind"（精神機能についての陳腐な随想1707年-1711年）
- The Bickerstaff-Partridge Papers （ビッカースタッフ・パートリッジ文書1708年-1709年）原文：アデレード大学収蔵
- "An Argument against Abolishing Christianity"（キリスト教廃止論を駁す、1708年-1711年）原文：アデレード大学収蔵
- "Proposal for the Advancement of Religion"（宗教の前進のための提案、1709年）
- The Intelligencer （トマス・シェリダン共著） （内通者、1710年-????）原文：プロジェクト・グーテンベルク[3]
- The Examiner （試験官、1710年）原文：Ourcivilisation.com[4]、プロジェクト・グーテンベルク[3]
- An Argument Against Abolishing Christianity（キリスト教廃止論を駁す） 1711年
- "A Proposal for Correcting, Improving and Ascertaining the English Tongue"（英語の修正・改善・確認のための提案、1712年）原文：Jack Lynch、ラトガース大学収蔵[5]、バージニア大学収蔵（英語）[リンク切れ]
- "On the Conduct of the Allies"（同盟国の行為について、1713年）
- "Hints Toward an Essay on Conversation"（対話の試みへの心得、1713年）原文：Bartleby.com[6]
- "A Letter to a Young Gentleman, Lately Entered into Holy Orders"（最近聖職に就いた若き紳士への書簡、1720年）
- A Letter of Advice to a Young Poet（若き詩人への忠告の書簡、1720年）
- "A Letter of Advice to a Young Poet"（若き詩人への忠告の書簡、1721年）原文：Bartleby.com[7]
- The Drapier's Letters to the People of Ireland Against Receiving Wood's Halfpence （ウッドの半ペンスを受け取ることに反対するアイルランド民衆へのドレイピア書簡、1724年）
- The Drapier's Letters （ドレイピア書簡、1724年、1725年）原文：プロジェクト・グーテンベルク[8]
- A Modest Proposal: For Preventing the Children of Poor People in Ireland from Being a Burden to Their Parents or Country, and for Making Them Beneficial to the Publick（穏健なる提案、1729年）
- "An Essay on the Fates of Clergymen"（牧師の運命に関する随想）原文：JaffeBros[9]
- "A Treatise on Good Manners and Good Breeding"（よき作法とよき躾についての論文）原文：Bartleby.com[10]
- "On the Death of Esther Johnson"（エスター・ジョンソンの死について）原文：Bartleby.com[11]
- "An Essay On Modern Education"（現代の教育についての随想）原文：JaffeBros[12]

#### 詩
- "Ode to the Athenian Society"（アテネ社会の頌歌）1692 （処女作）
- Poems of Jonathan Swift, D.D.（ジョナサン・スウィフト、D.D.の詩） 原文：Volume One[13] 、Volume Two[14]
- "Baucis and Philemon"（ボーキスとフィレモン、1706年-1709年）原文：Blackmask[15]
- "A Description of the Morning"（朝の叙述、1709年）原文：トロント大学収蔵[16]、バージニア大学収蔵[17]
- "A Description of a City Shower"（街の雨の叙述1710年）原文：バージニア大学収蔵[18]
- "Cadenus and Vanessa"（キャデナスとヴァネッサ、1713年）原文：Blackmask[19]
- "Phillis, or, the Progress of Love"（フィリス、あるいは愛の発展、1719年）原文：theotherpages.org[20]
- "Stella's birthday poems"（ステラの誕生日の詩）
  - 1719. 原文：トロント大学収蔵[21]
  - 1720. 原文：バージニア大学収蔵[リンク切れ]
  - 1727. 原文：トロント大学収蔵[22]
- "The Progress of Beauty"（美の発展、1719年-1720年）原文：OurCivilisation.com[23]
- "The Progress of Poetry"（詩の発展、1720年）原文：theotherpages.org[24]
- "A Satirical Elegy on the Death of a Late Famous General"（著名なる故将軍の死についての皮肉な哀歌、1722年）原文：トロント大学収蔵[25]
- "To Quilca, a Country House not in Good Repair"（キルカへ よく修繕されていない別荘、1725年）原文：トロント大学収蔵[26]
- "Advice to the Grub Street Verse-writers"（蛆虫通り詩作家に対する忠告、1726年）原文：トロント大学
- "The Furniture of a Woman's Mind"（女性の精神の家具、1727年）
- "On a Very Old Glass"（古びたグラスの上で、1728年）原文：Gosford.co.uk[27]
- "A Pastoral Dialogue"（牧師の対話、1729年）原文：Gosford.co.uk[28]
- "The Grand Question debated Whether Hamilton's Bawn should be turned into a Barrack or a Malt House"（ハミルトンの納屋がバラックあるいは麦芽小屋に変えられるべきかについての大いなる疑問の討議、1729年）原文：Gosford.co.uk[29]
- "On Stephen Duck, the Thresher and Favourite Poet"（ステファンのアヒル、脱穀機とお気に入りの詩、1730年）原文：トロント大学収蔵[30]
- "Death and Daphne"（死とダフネ、1730年）原文：OurCivilisation.com[31]
- "The Place of the Damn'd"（忌々しい場所、1731年）: 原文 - ウェイバックマシン（2000年1月23日アーカイブ分）
- "A Beautiful Young Nymph Going to Bed"（若く美しきニンフのお床入り、1731年）注釈つき原文：Jack Lynch、ラトガーズ大学収蔵[32]、バージニア大学収蔵[リンク切れ]
- "Strephon and Chloe"（ストレフォンとクロエ、1731年）注釈つき原文：Jack Lynch：ラトガース大学収蔵[リンク切れ]、バージニア大学収蔵[リンク切れ]
- "Helter Skelter"（あわてふためいて、1731年）原文：OurCivilisation.com[33]
- "Cassinus and Peter: A Tragical Elegy"（カシナスとピーター 悲哀歌、1731年）原文：Jack Lynch：ラトガース大学収蔵[リンク切れ]
- "The Day of Judgment"（最後の審判の日、1731年）: 原文 - ウェイバックマシン（2000年1月24日アーカイブ分）
- "Verses on the Death of Dr. Swift, D.S.P.D."（スウィフト博士の死を悼む詩、1731年-1732年）原文：バージニア大学収蔵Jack Lynch：ラトガース大学収蔵[リンク切れ]、トロント大学収蔵[34]、注釈なし：バージニア大学収蔵[リンク切れ]
- "An Epistle To A Lady"（淑女への書簡、1732年）原文：OurCivilisation.com[35]
- "The Beasts' Confession to the Priest"（司祭に対する獣の告白、1732年）原文：トロント大学収蔵[36]
- "The Lady's Dressing Room"（淑女の化粧室、1732年）原文：Jack Lynch：ラトガース大学収蔵[リンク切れ]
- "On Poetry: A Rhapsody"（詩について 狂詩曲、1733年）
- "The Puppet Show"（人形芝居）原文：Worldwideschool.org[リンク切れ]
- "The Logicians Refuted"（反駁された論理学者）原文：Worldwideschool.org[37]

#### 書簡、個人的著述
- "When I Come to Be Old"—Swift's resolutions. （私が年老いた時―スウィフトの決心、1699年）原文:JaffeBros[38]
- The Journal to Stella （ステラへの消息、1710年-1713年）原文：アデレード大学収蔵[39]
  - 抜粋：OurCivilisation.com[40]
- 書簡
  - Selected Letters（書簡選集）原文:JaffeBros[41]
  - To Oxford and Pope（オックスフォード、ポープ宛）OurCivilisation.com[42]
  - "A Letter Concerning the Sacramental Test,"（秘蹟試問に関する書簡）1708年

#### 説教、祈願
- Three Sermons and Three Prayers. （三つの説教と三つの祈願）原文：アデレード大学収蔵[43]、プロジェクト・グーテンベルク[44]
- Three Sermons: I. on mutual subjection. II. on conscience. III. on the trinity. （三つの説教：I 相互依存について。II 三位一体について） 原文：プロジェクト・グーテンベルク[45]
- Writings on Religion and the Church. （宗教と教会についての著述） 原文：プロジェクト・グーテンベルク、第1巻[46]、第2巻[47]
- "The First He Wrote Oct. 17, 1727."（1727年10月17日に彼が書いた最初のこと） 原文：Worldwideschool.org[リンク切れ]
- "The Second Prayer Was Written Nov. 6, 1727."（1727年11月6日に書かれた第二の祈願） 原文：Worldwideschool.org[48]

#### 雑録
- Directions to Servants （1731年）（奴婢訓） 抜粋：OurCivilisation.com[49]
- A Complete Collection of Genteel and Ingenious Conversation （気取った巧みな会話の全集、1731年）
- "Thoughts on Various Subjects."（様々な主題についての考え） 原文：アデレード大学収蔵[50]
- Historical Writings （歴史的著述）プロジェクト・グーテンベルク[51]
- Swift Quotations （スウィフト引用句集）JaffeBros[52] — スウィフトの典拠つき引用句集
- Swift quotes at Bartleby （バートルビーのスウィフト引用句集）[53] — 59の註釈つき引用句集

## 主な日本語書籍
発行年順。
- 『奴婢訓 他一篇』[注釈 4]深町弘三 訳（岩波文庫、1950年、改版2021年）
- 『桶物語・書物戦争』[注釈 5]深町弘三 訳（岩波文庫、1968年）
- 『書物合戦・ドレイピア書簡 ほか3編』山本和平 訳（現代思潮社、1968年）
- 『スウィフト小品集』田中光夫 訳（京都・山口書店、1986年）
- 『スウィフト政治・宗教論集』中野好之・海保眞夫 訳（法政大学出版局〈叢書・ウニベルシタス〉、1989年）
- 『ガリヴァー旅行記』冨山太佳夫 訳（岩波書店〈ユートピア旅行記叢書 6〉、2002年）
  - 『ガリヴァー旅行記 徹底注釈 本文篇』冨山太佳夫 訳（岩波書店、2013年）2冊組[注釈 6]
- 『スウィフト諷刺論集：淑女の化粧室 他四篇』原田範行 編訳（平凡社ライブラリー、2015年）
  - 「ビカースタフ文書」
  - 「ドレイピア書簡」
  - 「慎ましき提案」
  - 「淑女の化粧室」
- 『ガリバー旅行記』山田蘭 訳（角川文庫、2011年）
- 『ガリヴァー旅行記』高山宏 訳（研究社〈英国十八世紀文学叢書〉、2021年）

伝記・作品研究
- 中野好夫『スウィフト考』〈岩波新書 青版〉1969年。
  - のちに「中野好夫集 6」に収載（筑摩書房、1984年）[注釈 7]
- 三浦謙『炎の軌跡―ジョナサン・スウィフトの生涯』（南雲堂、1994年）
- 冨山太佳夫『「ガリヴァー旅行記」を読む』岩波書店〈岩波セミナーブックス〉、2000年。
- 塩谷清人『ジョナサン・スウィフトの生涯　自由を愛した男』（彩流社、2016年）

伝記の古典
- レズリー・スティーヴン『スウィフト伝 －「ガリヴァー旅行記」の政治学』高橋孝太郎 訳（彩流社、1999年）
- サミュエル・ジョンソン『スウィフト 伝記と詩篇』中川忠 訳（あぽろん社、2005年）[注釈 8]